# Reino do Iraque
O Reino do Iraque (em árabe: المملكة العراقية) foi o Estado soberano surgido no Iraque após o fim do Mandato Britânico da Mesopotâmia. Ele se iniciou com a coroação de Faiçal I, em agosto de 1921, e  terminou em 1958, quando a monarquia foi derrubada num golpe de Estado sangrento liderado por Abd al-Karim Qasim.

## Monarquia Hashemita
Em 1932, o mandato britânico terminou, e ao Reino do Iraque foi concedida a independência sob o Rei Faiçal I. Isto fez do Iraque o primeiro mandato criado pelo Tratado de Versalhes a garantir a independência. No entanto, os ingleses mantiveram bases militares no país. Após a morte de Faiçal em 1933, o Rei Gazi reinou como uma figura decorativa de 1933 a 1939, quando ele foi morto em um acidente. A pressão dos nacionalistas árabes e os nacionalistas iraquianos, exigiram que os britânicos deixassem o Iraque, mas suas reivindicações foram ignoradas pelo Reino Unido.

## História

### Independência
O Iraque recebeu a independência oficial em 3 de outubro de 1932, em conformidade com um acordo assinado em 1930, através do qual o Reino Unido terminaria o seu mandato oficial sob a condição de que o governo iraquiano desse permissão à conselheiros britânicos de participarem nos assuntos do governo, que as bases militares britânicas continuassem no país, e também fizeram uma exigência ao Iraque para auxiliar o Reino Unido em tempos de guerra. Existiam fortes tensões políticas entre o Iraque e o Reino Unido, mesmo após a conquista da independência. Após ganhar a independência em 1932, o governo iraquiano imediatamente declarou que o Kuwait era legitimamente um território do Iraque, como vagamente esteve sob a autoridade do vilaiete otomano de Baçorá durante séculos, até que os britânicos formalmente separaram o Kuwait da influência otomana após a Primeira Guerra Mundial e assim, declararam que o Kuwait era uma invenção britânica imperialista.

### Instabilidade política e golpes de estado (1930-1941)
Após alcançar a independência em 1932, as tensões políticas surgiram sobre a contínua presença britânica no Iraque, com o governo e os políticos divididos entre aqueles considerados pró-britânicos, como Nuri al-Said, que não se opôs a uma presença britânica contínua, e políticos anti-britânicos, como Rashid Ali al-Gaylani, que exigiu que as restantes influências britânicas no país fossem removidas.
Diversas fações étnicas e religiosas tentaram obter realizações políticas durante este período, muitas vezes resultando em revoltas violentas e uma brutal repressão por parte do governo iraquiano. Em 1933, milhares de Assírios foram mortos no Massacre de Simele, e em 1935-1936 uma série de revoltas xiitas foram brutalmente reprimidas no sul do Iraque.
De 1936 a 1941, cinco golpes de estado realizados pelo Exército Iraquiano ocorreram durante cada ano liderado por oficiais-chefe do exército contra o governo do Iraque, para pressioná-los a ceder às exigências dos militares.